# Syreny (singel)
Syreny – drugi singel z debiutanckiej solowej płyty Artura Rojka, wydany w maju 2014 przez Kayax. Piosenka zadebiutowała na pierwszym miejscu Listy Przebojów Programu Trzeciego Polskiego Radia.

## Notowania
| Lista                                | Pozycja |
| ------------------------------------ | ------- |
| Lista Przebojów Trójki               | 1       |
| POPLista RMF FM                      | 1       |
| Szczecińska Lista Przebojów          | 1       |
| Lista Przebojów Radia Merkury Poznań | 3       |
| Złota Trzydziestka Radia Koszalin    | 3       |
| NRD Eska Rock                        | 12      |
| Songs Of The Universe Chart          | 1       |

## Teledysk
Opublikowany 5 czerwca 2014 r. wideoklip zrealizował, sfotografował i zmontował Tomasz Gliński. Autorami scenariusza przedstawiającego historię dwójki nieszczęśliwych ludzi są Gliński i Małgorzata Makowska. W teledysku wystąpili: Tómas Lemarquis, Małgorzata Makowska, Marzena Pokrzywińska i Artur Rojek.